# Saša Zagorac
Saša Zagorac (ur. 1 stycznia 1984 w Lublanie) – słoweński koszykarz występujący na pozycji silnego skrzydłowego lub środkowego, mistrz Europy z 2017, obecnie zawodnik KK Cedevity Olimpiji Lublana.
14 grudnia 2018 został zawodnikiem Trefla Sopot. 13 czerwca 2019 opuścił klub.

## Osiągnięcia
Stan na 17 lutego 2020, na podstawie, o ile nie zaznaczono inaczej.
Drużynowe
- Mistrz Słowenii (2004)
- Zdobywca Pucharu Słowenii (2004)
- Finalista Pucharu Słowenii (2020)[5]

Indywidualne
- Uczestnik meczu gwiazd ligi słoweńskiej (2015, 2016)

Reprezentacja
- Mistrz:
  - Europy:
    - 2017
    - U–20 (2004)
- Wicemistrz Europy U–18 (2002)
- Uczestnik mistrzostw:
  - Europy:
    - 2015 – 12. miejsce, 2017
    - U–20 (2002 – 6. miejsce, 2004)

  - świata:
    - U–21 (2005 – 8. miejsce)
    - U–19 (2003 – 7. miejsce)